# Борсаліно (фільм)
«Борсаліно» (фр. «Borsalino») — французький кінофільм режисера Жака Дере з Жаном-Полем Бельмондо і Аленом Делоном у головних ролях, що вийшов 20 травня 1970 року. Знімання відбувалося восени 1969 року в Марселі.

## Сюжет
Дія фільму відбувається в Марселі в 1930-х роках. Двоє хуліганів — Франсуа Капелла і Рок Сіффреді, намагаються контролювати нелегальний бізнес, зокрема проституцію. Після короткої бійки через повію Лолу вони стають вірними друзями.
Вони виконують кілька дрібних доручень для одного з бандитських ватажків, але скоро його знищують. Франсуа й Рок починають працювати самостійно і беруть під свій контроль всю організовану злочинність міста. У фіналі Франсуа Капелла збирається залишити кримінальну діяльність і виїхати до Італії разом зі своєю коханою, але гине, розстріляний невідомими гангстерами. Сіффреді підхоплює його на руки. Останнє, що Франсуа встигає йому сказати: «Ось бачиш, Року… Удачі не існує».

## У ролях
- Жан-Поль Бельмондо — Франсуа Капелла
- Ален Делон — Рок Сіффреді
- Катрін Рувель — Лола
- Мішель Буке — місьє Рінальді
- Франсуаза Крістоф — Сімона Ескаргель
- Корінна Маршан — мадам Рінальді
- Ніколь Каффан — Жинетт
- Жульєн Гійомар — Сімон Боккас
- Маріо Давід — Маріо
- Даніель Івернель — комісар Фанті
- Арнольдо Фоа — Марелло
- Андре Болле — Полі
- Денні Беррі — Ноно
- П'єр Кулак — Спада
- Лора Адані — мати Рока Сіффреді
- Мірей Дарк — повія
- Елен Ремі — Лідія
- Одетт Піке — епізод
- Ліонель Вітран — Фернан
- Іван Шиффр — епізод
- Жан Арон — епізод
- Крістіан де Тійєр — епізод
- Альбер Ож'є — епізод
- Клод Серваль — епізод
- Лаура Адані — мадам Сіффреді
- Івон Граделе — епізод
- Жан-Франсуа Делон — епізод
- Джильда Альбертоні — епізод
- Анрі Атталь — епізод
- Моріс Озель — епізод
- Філіпп Кастеллі — епізод
- Франсінед — епізод
- Жорж Гере — епізод
- Жорж Асс — епізод
- Рауль Гілад — епізод
- Іска Кхан — епізод
- Маріу Лоре — епізод
- Сільві Ленуар — епізод
- Жан Панісс — епізод
- Стан Ділік — епізод
- Тоні Рьодель — епізод
- Ролан Мале — епізод
- Арт Сіммонс — епізод
- Ролан Легрен — «Циган»

## Знімальна група
- Режисер — Жак Дере
- Сценарій — Жан-Клод Карр'єр, Жан Ко, Жак Дере, Клод Соте, Ежен Саккомано
- Продюсер — Ален Делон, Генрі Міко, П'єр Каро
- Оператор — Жан-Жак Тарбес
- Композитор — Клод Боллінг
- Художник — Франсуа Де Ламот, Жак Фонтере, Робер Крістідес
- Монтаж — Пол Кайєт

## Номінації
- Номінація на премію «Золотий глобус» у категорії: Кращий іноземний фільм — «Франція, Італія».
- Номінація на премію «Золотий ведмідь» Берлінського кінофестивалю 1970 року.

## Факти
- У 1974 році було знято продовження фільму — «Борсаліно і компанія». Оскільки герой Бельмондо гине у фіналі першого фільму, у ньому знімався лиш Ален Делон.
- Сценарій до фільму був написаний за книгою Ежена Саккомано «Бандити Марселя».
- У прокаті в Німеччині фільм також мав іншу назву — «Без примусу» .
- У героїв фільму були реальні прототипи — Поль Карбон і Франсуа Спіріто, марсельські бандити 1930-х років.
- Відомий італійський порноактор Рокко Сіффреді запозичив свій псевдонім у персонажа Алена Делона.
- Пісня під назвою «Борсаліно» в 2006 році з'явилася в репертуарі російської популярної групи «Земляни», на цю пісню також був знятий офіційний музичний відеокліп.
- Слово Борсаліно є назвою найстаршої в Італії компанії з виробу капелюхів. Згодом «Борсаліно» стали називати членів італійської та французької мафії через прихильність носити капелюхи цієї торгової марки.